# 松茂町総合体育館
松茂町総合体育館 （まつしげちょうそうごうたいいくかん）は、徳島県板野郡松茂町にあるメインアリーナ、サブアリーナの他、トレーニング室、会議室を備えている体育館である。

## 概要
- 地域のスポーツ、レクリエーション、各種集会など幅広く利用されているが全国的な大会会場としても利用されている。
- 第17回全日本シニアバドミントン選手権大会の会場として平成12年11月25日-27日使用された。
- 平成15年10月には、全国健康福祉祭（ねんりんピック）が開催された。

## 施設
- 構造
- 設備
  - 第1競技場はバスケットコートが2面、第2競技場はバレーボールコート1面。トレーニング室もある。
- 駐車場 - 350台

## 主な大会・イベント
- 2000年：第17回全日本シニアバドミントン選手権大会
- 2003年：全国健康福祉祭
- 2008年：第31回全国高等学校ハンドボール選抜大会

## 基礎データ

### 所在地
- 〒771-0212 徳島県板野郡松茂町中喜来字群恵225-3

### 利用期間
- 9:00 - 21:30
- 休館日：月曜日（祝日の場合は火曜日）、年末年始（12月28日〜1月4日）

### 利用料金
- 有料（町民以外の利用は使用料を割増）

## 交通
- 徳島バス 空港前バス停下車、徒歩約3分[要出典]。